# Andre Begemann
Andre Begemann (* 12. července 1984 Lemgo) je německý profesionální tenista, specializující se na čtyřhru. Ve své dosavadní kariéře vyhrál na okruhu ATP World Tour čtyři deblové turnaje. Na challengerech ATP a okruhu ITF získal do listopadu 2014 devět titulů ve dvouhře a dvacet dva ve čtyřhře.
Na žebříčku ATP byl ve dvouhře nejvýše klasifikován v červenci 2010 na 166. místě a ve čtyřhře pak v srpnu 2013 na 39. místě. Trénují ho Jochen Müller a Gideon Hilb.
Na nejvyšší grandslamové úrovni se probojoval do třetího kola mužské čtyřhry French Open 2014 poté, co s Robinem Haasem vyřadili druhý pár světa Alexander Peya a Bruno Soares. Následně však skončili na raketách argentinských tenistů Máxima Gonzáleze a Juana Mónaca.
V německém daviscupovém týmu debutoval v roce 2014 čtvrtfinále Světové skupiny proti Francii, v němž prohrál čtyřhru s Tobiasem Kamkem s párem Julien Benneteau a Michaël Llodra. Němci vypadli 2:3 na zápasy. Do roku 2015 v soutěži nastoupil k jedinému mezistátnímu utkání s bilancí 0–0 ve dvouhře a 0–1 ve čtyřhře.

## Soukromý život
Narodil se roku 1984 v západoněmeckém Lemgu do rodiny Dietera a Karin Begemannových. Otec hrál na poloprofesionální úrovni druhou německou fotbalovou ligu.

## Tenisová kariéra
Premiérové finále na okruhu ATP Tour ve čtyřhře říjnové události Erste Bank Open 2012, jež se ave Vídni, proměnil v titul. Po boku krajana Martins Emmrichs zdolali v rozhodujícím zápase rakousko-slovenský pár Julian Knowle a Filip Polášek. Druhou trofej oba společně vybojovali na düsseldorfském Power Horse Cup 2013, kde ve finálovém duelu přehráli dvojici Treat Conrad Huey a Dominic Inglot.
Třetí a čtvrtý deblový vavřín dobyl v rozmezí jednoho měsíce. Na červnovém
Gerry Weber Open nejdříve s Rakušanem Julianem Knowlem v boji o titul porazili švýcarský pár Marco Chiudinelli a Roger Federer, když o výhře rozhodli až v supertiebreaku nejtěsnějším dvoubodovým rozdílem míčů [12–10]. V červenci pak triumfoval na další antukové události Crédit Agricole Suisse Open Gstaad 2014, probíhající v Gstaadu. Společně s Nizozemcem Robinem Haasem zvládli poslední utkání turnaje proti australsko-slovenské sestavě Rameez Junaid a Michal Mertiňák.

## Finálové účasti na turnajích ATP World Tour
| Legenda (před/od 2009)                                   |
| D – dvouhra; Č – čtyřhra                                 |
| Grand Slam (0–0)                                         |
| Tennis Masters Cup / ATP World Tour Finals (0–0)         |
| ATP Masters Series / ATP World Tour Masters 1000 (0–0)   |
| ATP International Series Gold / ATP World Tour 500 (0–0) |
| ATP International Series / ATP World Tour 250 (4–3)      |

### Čtyřhra: 7 (4–3)
| Stav      | Č. | Datum             | Turnaj                       | Povrch    | Spoluhráč      | Soupeři ve finále                | Výsledek              |
| --------- | -- | ----------------- | ---------------------------- | --------- | -------------- | -------------------------------- | --------------------- |
| Vítěz     | 1. | 21. října 2012    | Vídeň, Rakousko              | tvrdý (h) | Martin Emmrich | Julian Knowle Filip Polášek      | 6−4, 3−6, [10−4]      |
| Finalista | 1. | 6. ledna 2013     | Čennaj, Indie                | tvrdý     | Martin Emmrich | Benoît Paire Stan Wawrinka       | 2−6, 1−6              |
| Vítěz     | 2. | 25. května 2013   | Düsseldorf, Německo          | antuka    | Martin Emmrich | Treat Conrad Huey Dominic Inglot | 7–5, 6–2              |
| Finalista | 2. | 22. června 2013   | 's-Hertogenbosch, Nizozemsko | tráva     | Martin Emmrich | Max Mirnyj Horia Tecău           | 3–6, 6–7(4–7)         |
| Vítěz     | 3. | 15. června 2014   | Halle, Německo               | tráva     | Julian Knowle  | Marco Chiudinelli Roger Federer  | 1–6, 7–5, [12–10]     |
| Vítěz     | 4. | 27. července 2014 | Gstaad, Švýcarsko            | antuka    | Robin Haase    | Rameez Junaid Michal Mertiňák    | 6–3, 6–4              |
| Finalista | 3. | 19. října 2014    | Vídeň, Rakousko              | tvrdý (h) | Julian Knowle  | Jürgen Melzer Philipp Petzschner | 6–7(6–8), 6–4, [7–10] |

## Finále na challengerech ATP
| Legenda                      |
| ---------------------------- |
| Challengery (0–2 D; 13–10 Č) |

### Dvouhra: 2 (0–2)
| Stav      | Č. | Datum              | Turnaj         | Povrch | Soupeř ve finále | Výsledek |
| --------- | -- | ------------------ | -------------- | ------ | ---------------- | -------- |
| Finalista | 1. | 23. listopadu 2009 | Puebla, Mexiko | tvrdý  | Ramón Delgado    | 3–6, 4–6 |
| Finalista | 2. | 1. května 2011     | León, Mexiko   | tvrdý  | Bobby Reynolds   | 3–6, 3–6 |

### Čtyřhra: 23 (13–10)
| Stav      | Č.  | Datum              | Turnaj                  | Povrch      | Spoluhráč           | Soupeři ve finále                      | Výsledek                   |
| --------- | --- | ------------------ | ----------------------- | ----------- | ------------------- | -------------------------------------- | -------------------------- |
| Vítěz     | 1.  | 16. listopadu 2009 | Cancún, Mexiko          | antuka      | Leonardo Tavares    | Greg Ouellette Adil Shamasdin          | 6–1, 6–7(6), [10–8]        |
| Finalista | 1.  | 3. května 2010     | Káhira, Egypt           | antuka      | Dustin Brown        | Martin Slanar Simone Vagnozzi          | 3–6, 4–6                   |
| Vítěz     | 2.  | 10. května 2010    | Záhřeb, Chorvatsko      | antuka      | Matthew Ebden       | Rubén Ramírez Santiago Ventura         | 7–6(5), 5–7, [10–3]        |
| Vítěz     | 3.  | 6. září 2010       | Janov, Itálie           | antuka      | Martin Emmrich      | Brian Battistone Andreas Siljeström    | 1–6, 7–6(3), [10–7]        |
| Vítěz     | 4.  | 27. září 2010      | Cali, Kolumbie          | antuka      | Martin Emmrich      | Gero Kretschmer Alex Satschko          | 6–4, 7–6(5)                |
| Finalista | 2.  | 12. března 2011    | Kjóto, Japonsko         | koberec (h) | James Lemke         | Dominik Meffert Simon Stadler          | 5–7, 6–2, [7–10]           |
| Finalista | 3.  | 17. dubna 2011     | Johannesburg, JAR       | tvrdý       | Matthew Ebden       | Michael Kohlmann Alexander Peya        | 2–6, 2–6                   |
| Finalista | 4.  | 1. května 2011     | León, Mexiko            | tvrdý       | Chris Eaton         | Rajeev Ram Bobby Reynolds              | 3–6, 2–6                   |
| Vítěz     | 5.  | 17. září 2011      | Istanbul, Turecko       | tvrdý       | Carsten Ball        | Grégoire Burquier Yannick Mertens      | 6–2, 6–4                   |
| Finalista | 5.  | 23. října 2011     | Quito, Ekvádor          | antuka      | Izak van der Merwe  | Juan Gómez Maciek Sykut                | 6–3, 5–7, [8–10]           |
| Vítěz     | 6.  | 6. listopadu 2011  | Eckental, Německo       | koberec     | Alexandr Kudrjavcev | James Cerretani Adil Shamasdin         | 6–3, 3–6, [11–9]           |
| Finalista | 6.  | 7. dubna 2012      | San Luis Potosí, Mexiko | antuka      | Jordan Kerr         | Nicholas Monroe Simon Stadler          | 6–3, 5–7, [7–10]           |
| Vítěz     | 7.  | 13. května 2012    | Athens, Řecko           | tvrdý       | Jordan Kerr         | Gerard Granollers Alexandros Jakupovic | 6–2, 6–3                   |
| Vítěz     | 8.  | 9. září 2012       | Janov, Itálie           | antuka      | Martin Emmrich      | Dominik Meffert Philipp Oswald         | 6–3, 6–1                   |
| Vítěz     | 9.  | 22. září 2012      | Štětín, Polsko          | antuka      | Martin Emmrich      | Tomasz Bednarek Mateusz Kowalczyk      | 3–6, 6–1, [10–3]           |
| Vítěz     | 10. | 13. října 2012     | Taškent, Uzbekistán     | tvrdý       | Martin Emmrich      | Rameez Junaid Frank Moser              | 6–7(2–7), 7–6(7–2), [10–8] |
| Vítěz     | 11. | 10. května 2013    | Řím, Itálie             | antuka      | Martin Emmrich      | Philipp Marx Florin Mergea             | 7–6(7–4), 6–3              |
| Finalista | 7.  | 30. března 2014    | Wetzlar, Německo        | tvrdý       | Matthew Ebden       | César Ramírez Miguel Ángel Varela      | 4–6, 2–6                   |
| Vítěz     | 12. | 18. května 2014    | Heilbronn, Německo      | antuka      | Tim Pütz            | Jesse Huta Galung Rameez Junaid        | 6–3, 6–3                   |
| Vítěz     | 13. | 6. června 2014     | Prostějov, Česko        | antuka      | Lukáš Rosol         | Peter Polansky Adil Shamasdin          | 6–1, 6–2                   |
| Finalista | 8.  | 5. října 2014      | Mons, Belgie            | tvrdý (h)   | Julian Knowle       | Marc Gicquel Nicolas Mahut             | 3–6, 4–6                   |